# Neosuthora
Neosuthora is een monotypisch geslacht van zangvogels dat wordt ondergebracht in een eigen familie, de Paradoxornithidae (diksnavelmezen).
- Neosuthora davidiana  – Kleine diksnavelmees